# Bathycopea daltonae
Bathycopea daltonae là một loài chân đều trong họ Ancinidae. Loài này được Menzies & Barnard miêu tả khoa học năm 1959.